# Barrage de la Mégiscane
Barrage de la Mégiscane är en dammbyggnad i Kanada.   Den ligger i regionen Mauricie och provinsen Québec, i den sydöstra delen av landet, 300 km norr om huvudstaden Ottawa. Barrage de la Mégiscane ligger 404 meter över havet. Den ligger vid sjöarna  Lac de la Tête och Lac Rivas.
Terrängen runt Barrage de la Mégiscane är mycket platt. Trakten runt Barrage de la Mégiscane är nära nog obefolkad, med mindre än två invånare per kvadratkilometer.. Det finns inga samhällen i närheten. 
I omgivningarna runt Barrage de la Mégiscane växer i huvudsak blandskog.